# Arte marinha

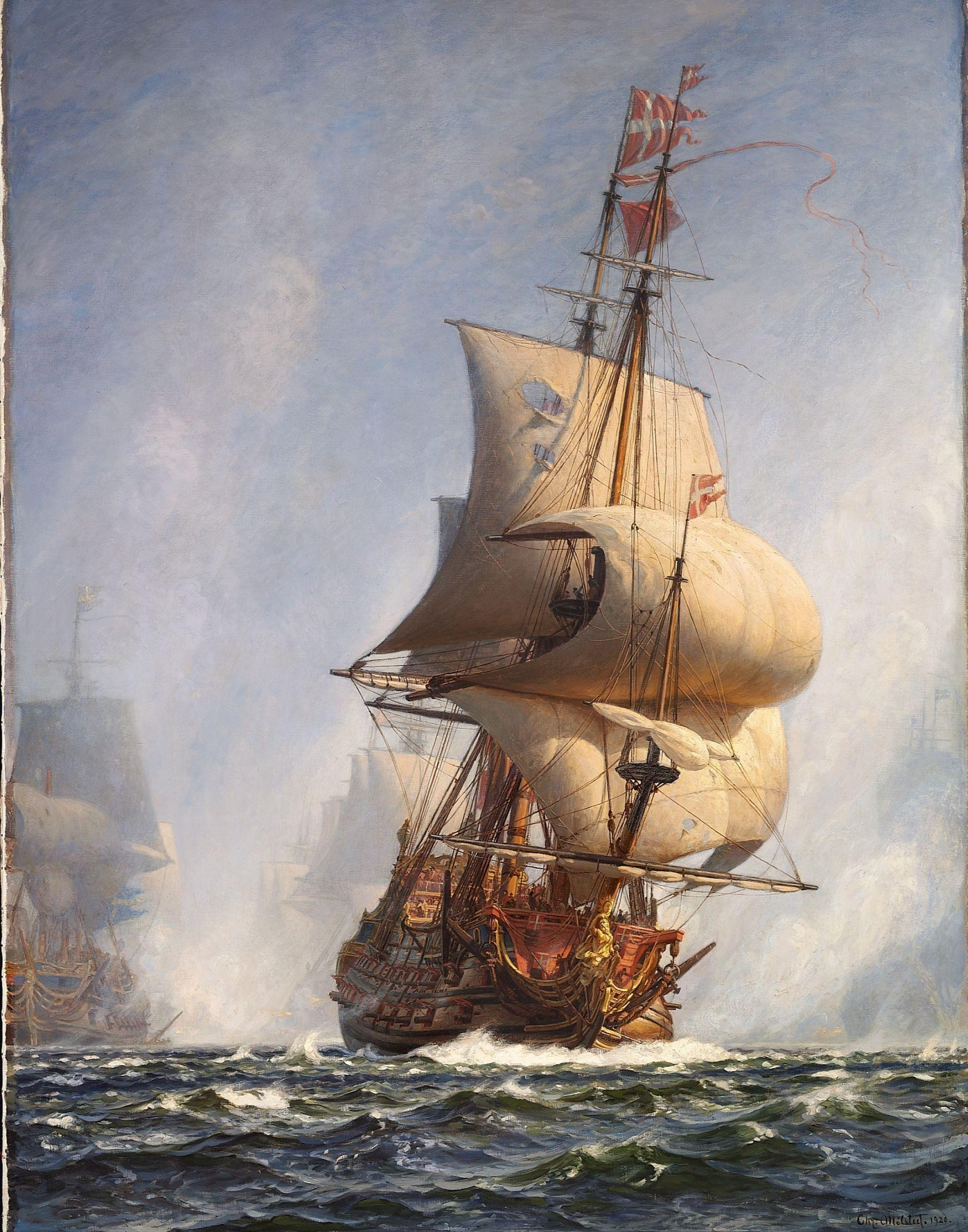
O navio-almirante Christianus Qvintus na Batalha da Baía de Køge, 1 de julho 1677. Uma das últimas pinturas a óleo do pintor dinamarquês Christian Mølsted (1862-1930).

Conhece-se como marinha, arte marinha ou gênero de marinha qualquer forma de arte figurativa (pintura, desenho ou escultura, por exemplo) cuja inspiração principal é o mar. Além de representações do alto-mar, de batalhas navais ou de tipos de embarcações, pode-se incluir neste gênero paisagens de lagos, rios e estuários, cenas de praia, entre outras.
Mesmo não sendo um gênero pictórico de primeira ordem (segundo cânones hierárquicos academicistas de origem francesa), teve um especial desenvolvimento na Europa entre os séculos XVII e XIX.

## Origens e evolução
O mar tem sido um tema recorrente na arte e, sobretudo, na pintura. Já na antiga Grécia, elementos marinhos enfeitavam ânforas e outros objetos decorativos. Com o tempo, pintores como Canaletto, Willem van de Velde, o Velho, Claude Joseph Vernet, Turner, Iván Aivazovski, Hokusai, Manet, Monet, Sorolla, Homer, Childe Hassam, Joaquín Mir, entre muitos outros, têm dedicado ao mar parte essencial de sua obra.
Barcos e embarcações representaram-se na arte desde a antiguidade, mas a marinha só começou a se converter num gênero, com artistas especializados, para o final da Idade Média. Na Era Moderna, destacou-se a pintura holandesa do século XVII, como reflexo da importância do comércio exterior e o poder naval daquela república, importância que pelo mesmo conceito herdaria depois a pintura britânica. O romantismo, recuperou a temática do mar e da costa, dando como fruto uma das épocas mais brilhantes da pintura na História e produzindo a muitos de seus melhores pintores de paisagens, sobretudo entre alemães e ingleses. Nos séculos seguintes, Rússia e Estados Unidos geraram importantes escolas paisagistas com especial desenvolvimento dos temas do mar. As novas correntes originadas em na França, o plenairismo, e a revolução técnica do impressionismo e seus seguidores, acrescentaram novos aspectos renovadores às pinturas de marinhas.
No grande mercado da arte, a pintura tradicional de marinhas tem seguido as pautas e convenções holandesas até a atualidade.